# Harry Weston
Harry L. Weston (Birmingham, 1928 – Cradley Heath, 13 luglio 2008) è stato un cestista britannico.
Era il fratello di Stanley Weston.

## Carriera
Con la Gran Bretagna ha disputato le Olimpiadi del 1948, a Londra, giocando 3 partite.